# 寧遠郡
寧遠郡（：／ Nyŏngwŏn gun */?）是朝鮮民主主義人民共和國平安南道東部的一個郡，西北與平安北道和慈江道交界 （妙香山），東南與咸鏡南道交界。大同江流經。

## 區劃史
1396年設永寧縣，1467年改名寧遠並昇為郡。1952年重劃。

## 下轄區
下分一邑、二十五里。